# 和政郡
和政郡，中国唐朝时设置的郡。
唐玄宗天宝元年（742年），改岷州置和政郡。治所在溢乐县（今甘肃省岷县）。下辖溢乐县、祐川县（今甘肃省岷县东南）、和政县（今甘肃省岷县东北）。辖境相当今甘肃省岷县及其附近一带。唐肃宗乾元元年（758年）改为岷州。